# Фюксель, Георг Христиан
Георг Христиан Фюксель (нем. Georg Christian Füchsel; 14 февраля 1722, Ильменау — 20 июня 1773, Рудольштадт) — немецкий геолог, один из основателей стратиграфии.

## Биография
Фюксель получил образование в Йенском и Лейпцигском университетах. Начал работу врачом в 1756 году, 1757 был назначен ответственным за организацию естественнонаучных коллекций князя Фридриха Карла Шварцбург-Рудольштадтского, будущего владетеля тюрингенского княжества. С 1767 года стал придворным врачом в Рудольштадте, с 1770 года — библиотекарем.
Фюксель проводил геологические исследования в Тюрингии. Является одним из авторов понятия геологической формации; обозначал этим термином выделенный комплекс слоев земной коры.
Для характеристики геологических отложений Фюксель использовал в том числе и найденные в отложениях окаменелости, однако не развил эти наблюдения до палеонтологического метода.

## Сочинения
- Historia terrae et maris, ex historia Thuringiae, per montium descriptionem. // Actorvm Academiae electoralis mogvntinae scientiarvm vtilivm qvae erfordiae est, Erfordia, 1762, v. 2.